# Robert Bartko
Robert Bartko (n. 23 decembrie 1975, Potsdam, RDG) este un ciclist german, medaliat olimpic. A participat la două ediții ale Jocurilor Olimpice (2000, 2004) în care a câștigat două medalii de aur.